# NGC 4421
NGC 4421 је спирална галаксија у сазвежђу Береникина коса која се налази на NGC листи објеката дубоког неба.
Деклинација објекта је + 15° 27' 39" а ректасцензија 12h 27m 2,5s. Привидна величина (магнитуда) објекта NGC 4421 износи 11,5 а фотографска магнитуда 12,4. Налази се на удаљености од 16,8000 милиона парсека од Сунца. NGC 4421 је још познат и под ознакама UGC 7554, MCG 3-32-39, CGCG 99-55, VCC 966, PGC 40785.